# Império do Divino Espírito Santo das Pontas Negras

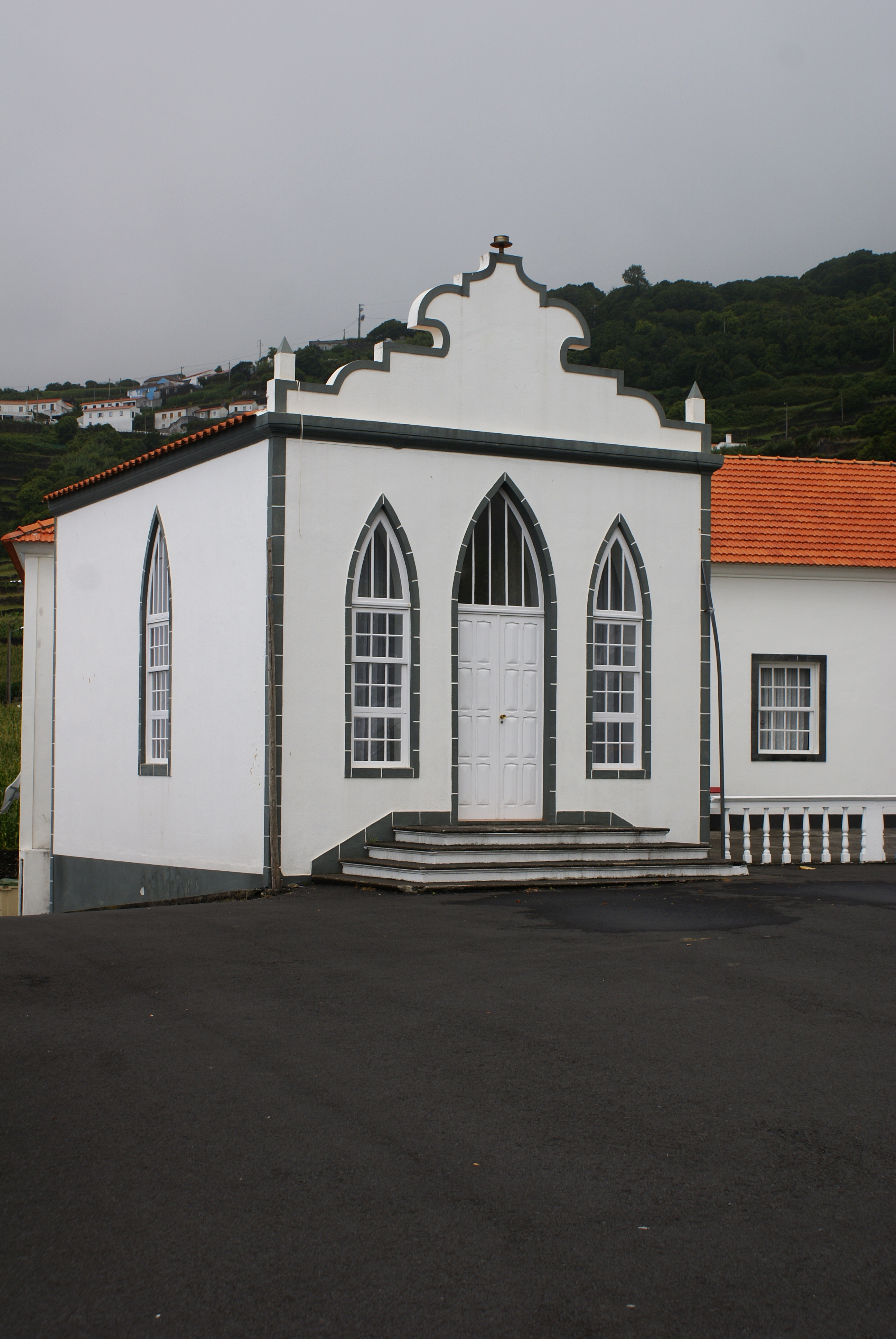
Império do Espírito santo das Pontas Negras.

O Império do Divino Espírito Santo das Pontas Negras é um Império do Espírito Santo português que se localiza nas Pontas Negras, freguesia das Ribeiras, concelho da Lajes do Pico, ilha do Pico, arquipélago dos Açores.